# DVWN
Jung Da-woon (24 de fevereiro de 1994), mais conhecido como Dvwn (em coreano:  다운), é um cantor e compositor sul-coreano. Ele fez sua estreia solo em 21 de novembro de 2018 com o EP, Panorama. Ele escreveu e compôs músicas para vários artistas, incluindo Kangta, NCT Dream, Kang Daniel e Young K.

## Discografia

### Extended plays(EP)
- Panorama[2] (2018)
- It's Not Your Fault[3] (2021)

### Singles
| Título                            | Ano                    | Posições nos charts    | Álbum                  |
| Título                            | Ano                    | KOR Down.              | Álbum                  |
| Como artista principal            | Como artista principal | Como artista principal | Como artista principal |
| --------------------------------- | ---------------------- | ---------------------- | ---------------------- |
| "Phobia"                          | 2018                   | —                      | Panorama               |
| "Fairy"                           | 2018                   | —                      | Panorama               |
| "Last"                            | 2019                   | —                      | Single avulso          |
| "Burn the Memory" (feat. Giriboy) | 2020                   | —                      | Single avulso          |
| "Concrete" (feat. Cheeze)         | 2020                   | —                      | Single avulso          |
| "Free Flight"                     | 2021                   | —                      | Single avulso          |
| "Yeonnam Dong" (feat. Lil Boi)    | 2021                   | —                      | It's Not Your Fault    |
| "Lost"                            | 2022                   |                        | Single avulso          |
| "29" (Prod. Pateko)               | 2022                   | —                      | Listen-Up Ep. 9        |
| "Highteen"                        | 2023                   | —                      | Single avulso          |
| Como artista apresentado          |                        |                        |                        |
| "Being Left" (Zico feat. Dvwn)    | 2019                   | 41                     | Thinking               |
| "Movie" (Kang Daniel feat. Dvwn)  | 2020                   | 29                     | Magenta                |
| "Microphone" (Young K feat. Dvwn) | 2021                   | 94                     | Eternal                |

### Aparições em trilha sonora
| Título                 | Ano  | Posições nos charts | Álbum                           |
| Título                 | Ano  | KOR Down.           | Álbum                           |
| ---------------------- | ---- | ------------------- | ------------------------------- |
| "No Problem"           | 2021 | 28                  | The Uncanny Counter OST Part. 3 |
| "I'm in Paris"         | 2021 | —                   | Yumi's Cells OST Part. 9        |
| "What A Wonderful Day" | 2022 | —                   | Rookie Cops OST Part. 5         |
| "I'm in Love With You" | 2022 | —                   | The Law Cafe OST Part. 4        |

## Créditos de composição
Todos os créditos das músicas são adaptados do banco de dados da Korea Music Copyright Association.
| Título                                        | Ano  | Artista                   | Álbum                                   | Compositor | Letrista |
| --------------------------------------------- | ---- | ------------------------- | --------------------------------------- | ---------- | -------- |
| "Falling" (feat. Dvwn)                        | 2017 | L.NDN                     | Blackout                                | Yes        | Yes      |
| "Let's Get Lost" (feat. Dvwn, prod. Distract) | 2018 | Sophiya                   | Single avulso                           | Yes        | Yes      |
| "Karma"                                       | 2018 | Babylon                   | Caelo                                   | Yes        | Yes      |
| "Mapo Tofu"                                   | 2018 | Lay Zhang                 | Namanana                                | Yes        | Yes      |
| "Phobia"                                      | 2018 | Dvwn                      | Panorama                                | Yes        | Yes      |
| "Fairy"                                       | 2018 | Dvwn                      | Panorama                                | Yes        | Yes      |
| "Underwater Swimming" (feat. Ron)             | 2018 | Dvwn                      | Panorama                                | Yes        | Yes      |
| "Develop"                                     | 2018 | Dvwn                      | Panorama                                | Yes        | Yes      |
| "Ordinary Christmas"                          | 2018 | Dress                     | Single avulso                           | Yes        | Yes      |
| "Escape"                                      | 2018 | TraxX                     | Single avulso                           | Yes        | —        |
| "Love Yourself"                               | 2019 | Eric Nam                  | It's Okay to be Sensitive 2 OST Part. 1 | Yes        | Yes      |
| "SSFW"                                        | 2019 | Chanyeol                  | Single avulso                           | Yes        | Yes      |
| "Sick of Love"                                | 2019 | Hyngsn                    | Damdi                                   | —          | Yes      |
| "Tsukame (It's Coming)"                       | 2019 | Produce 101 Japan         | Single avulso                           | Yes        | —        |
| "Being Left" (feat. Dvwn)                     | 2019 | Zico                      | Thinking                                | Yes        | —        |
| "Adulthood"                                   | 2019 | Kang Daniel               | Touchin'                                | Yes        | Yes      |
| "Fuego" (feat. RGP)                           | 2019 | U-Kwon                    | Rise Up                                 | Yes        | Yes      |
| "Insomnia" (feat. Yayyoung)                   | 2020 | Dvwn                      | Single avulso                           | Yes        | Yes      |
| "Last"                                        | 2020 | Dvwn                      | Single avulso                           | Yes        | Yes      |
| "Dreamcatcher"                                | 2020 | GFriend                   | Labyrinth                               | Yes        | Yes      |
| "Burn the Memory" (feat. Giriboy)             | 2020 | Dvwn                      | Single avulso                           | Yes        | Yes      |
| "Forever"                                     | 2020 | Dvwn                      | Single avulso                           | Yes        | Yes      |
| "Concrete" (feat. Cheeze)                     | 2020 | Dvwn                      | Single avulso                           | Yes        | Yes      |
| "Movie"                                       | 2020 | Kang Daniel               | Magenta                                 | Yes        | Yes      |
| "Free Flight"                                 | 2021 | Dvwn                      | Single avulso                           | Yes        | Yes      |
| "Cough Syrup"                                 | 2021 | Kangta                    | SM Station Season 4                     | Yes        | Yes      |
| "Heart Attack"                                | 2021 | Shinee                    | Don't Call Me                           | Yes        | Yes      |
| "What A Wonderful Word" (feat. Young K)       | 2021 | Park Moon-chi             | Single avulso                           | Yes        | Yes      |
| "Yeonnam Dong" (Illboi)                       | 2021 | Dvwn                      | It's Not Your Fault                     | Yes        | Yes      |
| "Dot"                                         | 2021 | Dvwn                      | It's Not Your Fault                     | Yes        | Yes      |
| "Goodnight" (feat. Kwon Jin-ah)               | 2021 | Dvwn                      | It's Not Your Fault                     | Yes        | Yes      |
| "Humming" (feat. Che)                         | 2021 | Dvwn                      | It's Not Your Fault                     | Yes        | Yes      |
| "Mirror"                                      | 2021 | Dvwn                      | It's Not Your Fault                     | Yes        | Yes      |
| "Hostel" (feat. Jane)                         | 2021 | Dvwn                      | It's Not Your Fault                     | Yes        | Yes      |
| "Badkid"                                      | 2021 | Dvwn                      | It's Not Your Fault                     | Yes        | Yes      |
| "Home"                                        | 2021 | Dvwn                      | It's Not Your Fault                     | Yes        | Yes      |
| "Microphone" (feat. Dvwn)                     | 2021 | Young K                   | Eternal                                 | —          | Yes      |
| "Alone" (feat. Sole and Dvwn)                 | 2021 | Cosmic Boy                | Can I Not?                              | Yes        | Yes      |
| "Goodbye"                                     | 2021 | Sunny, Jungwoo and Renjun | 2021 Winter SM Town: SMCU Express       | Yes        | —        |
| "Protection" (feat. Dvwn)                     | 2022 | CHE                       | K-Pop                                   | Yes        | Yes      |
| "Blinder"                                     | 2022 | Kingdom                   | History of Kingdom: Part IV. Dann       | Yes        | —        |
| "True Colors"                                 | 2022 | Dvwn                      | Single avulso                           | Yes        | Yes      |
| "Empty"                                       | 2022 | Dvwn                      | Single avulso                           | Yes        | Yes      |
| "Lost"                                        | 2022 | Dvwn                      | Single avulso                           | Yes        | Yes      |
| "Poker" (feat. Dvwn)                          | 2022 | Big Naughty               | Nangman                                 | Yes        | Yes      |
| "How to Say" (feat. Dvwn)                     | 2022 | Basecamp                  | Underground                             | Yes        | Yes      |
| "Black Hole"                                  | 2022 | P1Harmony                 | Harmony: Zero In                        | Yes        | Yes      |
| "29" (prod. Pateko)                           | 2022 | Dvwn                      | Listen-Up Ep. 9                         | Yes        | Yes      |
| "Moon"                                        | 2022 | NCT Dream                 | Candy                                   | Yes        | Yes      |
| "Missing You" (feat. Dvwn)                    | 2022 | Soovi                     | A Tempo                                 | Yes        | Yes      |
| "Highteen"                                    | 2023 | Dvwn                      | Single avulso                           | Yes        | Yes      |
| "Nabi"                                        | 2023 | OnlyOneOf                 | Seoul Collection                        | —          | Yes      |

## Concertos e turnês

### Participação em concerto
- 2022 Weverse Con [New Era][7]
- 2023 Weverse Con Festival[8]

## Prêmios e indicações
| Cerimônia de premiação | Ano  | Categoria               | Nomeado(s) / Trabalho(s) | Resultado | Ref.  |
| ---------------------- | ---- | ----------------------- | ------------------------ | --------- | ----- |
| Korean Music Awards    | 2022 | Best R&B & Soul – Album | It's Not Your Fault      | Indicado  | [ 9 ] |